# LUNARiA -Virtualized Moonchild-
《LUNARiA -Virtualized Moonchild-》為Key於2021年12月24日發售的戀愛冒險遊戲。

## 劇情

### 设定
本作设定于公元2055年，人类开发了月球资源，其中SELENE集团在月球背面搭建了大规模太阳能板，可以达到80%的能量转化率并将电力传输回地球，解决了人类的能源危机。强人工智能和仿真机器人技术在本作中已经取得突破，融入人类生活之中。得益于8G高速网络设施的架设，大规模分布式虚拟现实元宇宙世界COZMO在人群中流行，人类通过不同的服务器接入COZMO，在虚拟世界中参与社交、参加比赛、进行货币交易等。本作的主人公是COZMO中的游戏《Skyout》的顶尖高手，通过参加《Skyout》巡回大奖赛获得了大量的奖金。得益于技术发展，在月球背面现已没有人类进行SELENE的维护工作——维护工作全部由位于地球上的维护人员利用虚拟现实技术将月球环境「虚拟化」进行，地球的维护人员的操作实时同步至位于月球的维护机器人，由机器人进行实际的维护工作。SELENE集团引以为豪的是，不论是在月球虚拟化技术实现前还是实施后，整个计划均完美执行，没有事故也无人员伤亡。

### 故事大纲
本作的主人公狼代旅人在COZMO中以「T-BIT」的身份活动，是竞速遊戲《Skyout》的顶尖职业玩家。他在一次巡回赛中与昵称为「喵呜·喵呼」的对手对决中误入一片未知的COZMO空间，在那里他遇见了「LUNAR-Q」。LUNAR-Q自称该空间为位于月面服務器的「LUNAR WORLD」，而她是这片空间的非玩家角色，是被废弃的人工智能。LUNAR-Q是T-BIT的忠实粉丝，渴望亲眼见到地球。主人公随后将其带至赛场上，意外发现LUNAR-Q可以利用月球服务器的算力克服自身因设备性能不足导致比赛掉帧的问题，一向单打独斗的T-BIT也变得越来越依赖LUNAR-Q，二人组成「Q-BIT」组合，在《Skyout》比赛中所向披靡。主人公的好友市谷百狐为主人公制作了一个机器人玩偶“拉比”，打开后便会连接LUNAR WORLD，让主人公在现实世界可以随时与位于虚拟世界的LUNAR-Q交流。主人公带着拉比令LUNAR-Q体验了地球的各种景象，二人的关系也就此拉近。
然而好景不长，太陽耀斑活动开始增强，影响到了与LUNAR WORLD的通信，甚至干扰了COZMO的稳定运作。在一次比赛中发生意外后，LUNAR-Q透露月面服务器本身也因太陽耀斑而遭到损坏，无法修复只能废弃，她能陪伴主人公T-BIT的时间所剩无几。主人公狼代旅人在现实中租借了一天的仿生机器人，让LUNAR-Q能够以人类的姿态与其共度一日，随后LUNAR-Q便失去了联系。痛失LUNAR-Q的主人公T-BIT悲痛不已，他与市谷百狐的虚拟化形象“百百咲堇”以及喵呜·喵呼三人利用服务器漏洞潜入了LUNAR WORLD，从LUNAR-Q用以接入COZMO的终端处得知了令人震惊的真相：
SELENE项目无意外也无伤亡是谎言。在16年前，月球发生月震，在月球上工作的人员紧急通过逃生舱逃离月球，但是工程师天宫美优因逃生通道堵塞未能撤离，独自一人留在了月球上。身体有孕的美优在等待救援的过程中终于意识到SELENE集团已经抛弃自己，对外掩盖了这起事故。她产下了婴儿，取名为“天宫希优”，母女二人孤独地生活在月球上。美优不忍让女儿在月球上孤独地度过一生，遂为她改写了月球服务器的程序创造出LUNAR WORLD，以希优的玩偶为终端接入COZMO，以“非玩家角色、被废弃的人工智能LUNAR-Q”的伪造身份让希优接触地球，同时寄希望于有人利用月球服务器防火墙的漏洞发现她们将她们从月球上救出去。最终美优未能等到救援死在月球，而希优位于月球基地的生命保障系统中危在旦夕。
得知LUNAR-Q不是非玩家角色而是实际困于月球生命危急的人类的主人公等人即刻着手设法营救希优。T-BIT变卖资产从暗网中获取了SELENE集团关于月球基地的绝密资料，骇入月球服务器将月球基地虚拟化，利用自己的游戏技术顺利操纵月球上的机器人将存放希优的生命维持装置搬运至逃生舱。逃生舱顺利发射，然而太陽耀斑影响了逃生舱的系统，导致逃生舱迷航。理解了情境的希优终于死心，向主人公诀别，随后消失在宇宙中，音讯全无。
万策已尽的主人公陷入消沉，决定退出《Skyout》。但在太阳活动恢复正常、比赛重开的前一天晚上他打开许久未使用的拉比，奇迹般听到了LUNAR-Q在消失前留下的语音，重新振作精神参加比赛，在第二天的比赛中击败喵呜取得了第一名。与此同时另一个奇迹已经发生——拉比启动时尝试连接LUNAR WORLD，最终连接到了希优的玩偶；后者借此确定了地球的方位，修正了航道，令逃生舱顺利返回地球。主人公在逃生舱的着陆点海面上迎接终于来到地球的希优并交换誓言之吻；而真身是SELENE集团首席执行官千金的喵呜检举了SELENE的不当行为，向全世界公开了SELENE隐瞒的真相，全球直播主人公与希优的重逢。

## 登場角色

T-BIT / 狼代旅人
聲優：石井孝英
本作主人公，在现实生活中名为“狼代旅人”，是一名高中生，同時是遊戲玩家。他透過登入COZMO以“T-BIT”的身份在《Skyout》比赛中賺取了大量賞金，也就此结识LUNAR-Q。
LUNAR-Q / 天宫希优
聲優：田中美海
本作的女主人公，自稱是“LUNAR-Q”的AI虛擬形象，为SELENE的废弃草稿。她的真实身份是被SELENE集团不负责任地遗弃在月球背面的天宫美优的女儿天宫希优。她渴望地球，通过接入COZMO观看《Skyout》比赛直播成为T-BIT的粉丝，在与T-BIT的接触中爱上对方，最终成功逃离月球来到地球。
百百咲堇 / 市谷百狐
聲優：若井友希
主人公狼代旅人的发小，在现实生活中是名为“市谷百狐”的男性电脑天才，但在COZMO中却以名为“百百咲堇”的女性狐狸人形象活动。他拥有商业头脑，同时也利用他的技术制造机器人拉比、协助主人公骇入SELENE的系统营救希优。
喵呜·喵呼 / 伊莉雅·罗日杰斯特文斯卡娅
聲優：八卷安奈
主人公的《Skyout》竞争对手，二人几乎同时接触《Skyout》。喵呜·喵呼依靠大量的课金道具成为强力选手，但几乎没有战胜过主人公，二人是亦敌亦友的关系。现实身份是SELENE集团首席执行官的女儿伊莉雅·罗日杰斯特文斯卡娅。她私下协助主人公在暗网中收集情报、窃取机密资料、提供稳定的电力供应和网络连接供主人公营救希优，并最终将SELENE掩盖的秘密公之于众。

## 主题曲
第一开场曲LUNAR RISE
作词：丘野塔也，作曲：折户伸治，编曲：森藤晶司
演唱：月乃
第二开场曲
作词：丘野塔也，作曲：，编曲：奈须野新平
演唱：月乃
结尾曲Swing by
作词：丘野塔也，作曲、编曲：奈须野新平
演唱：月乃

## 开发与发行
在Key先前制作的两部KineticNovel《星之梦》以及《Harmonia》取得成功之后，Key在2020年10月宣布将连续制作三部KineticNovel，分别为《LOOPERS》、本作以及《星之终途》。本作是Key公布的第二部作品，当时的代号为“Project:LUNAR”。本作的创意总监为大地Koneko，制作人为从《AIR》开始便在Key工作的丘野塔也。本作的主题围绕电子竞技创作，丘野塔也要求大地Koneko以此为主题提出一些提案。除了电子竞技，其他提案包括虚拟现实和人工智能。在经历了几次设计迭代后，丘野塔也相中了“搭载人工智能的位于月球背面的服务器”的想法。这份提议的基础是大地Koneko想要创作一个关于究极远距离恋爱的故事，但同时保证这个距离位于“人类可以想象范围内的最远点”。电子竞技和虚拟现实为了实现这个目标而加入。
大地Koneko意识到他们需要以为可以同时胜任创作科幻作品和能让读者哭泣的感人作品的作家，于是他开始寻找并阅读有名的轻小说。他读到的其中一本小说是由松山刚创作的《雨天的艾莉絲》，他随后跟着阅读了同为松山刚创作的，发现其与本作所需要的主题紧密相关。大地Koneko随后于2019年11月联系上了松山刚，请求他来撰写本作的剧本。尽管松山刚对自己从未创作过游戏剧本感到不安，他还是同意了。他将本作的故事以小说的形式撰写，并随时根据大地Koneko的反馈调整内容。为了了解游戏剧本与小说的区别，松山刚还游玩了解了Key的多部作品。大地Koneko至少到2020年12月为止都是本作的总监，但制作人丘野塔也之后取代了他成为了本作的总监。本作的角色由，以及曾为《Summer Pockets》《Summer Pockets REFLECTION BLUE》设计角色的Visual Arts本家画师设计。负责绘制了本作男女主人公狼代旅人以及LUNAR-Q的形象；则负责了另外两位主要角色市谷百狐和喵呜·喵呼的形象。这四位主要角色的形象都基于现实中的动物——狼、兔、狐、猫。
Key于2021年12月9日于本作的官方网站上公开了本作的试玩版。本作于2021年12月24日正式于Microsoft Windows平台发行，分为三个版本：仅含游戏本身的DL下载版、实体初回限定版、以及更为昂贵的豪华限定版。初回限定版和豪华限定版包含了本作的游戏原声带以及设定集；豪华限定版则额外附赠了挂画、两个亚克力钥匙环、一块超细纤维布、贴纸，以及特制卡片。
2022年2月24日，本作的iOS与Android移植版发售。2023年10月18日，Key宣佈遊戲將在2024年登入任天堂Switch平台。

## 反响
《LUNARiA》在開售後登上了各大平台的美少女遊戲銷量排行榜——它在首次登上排行榜時，於《BugBug》和《Megastore》分別奪得第15位和第3位。在美少女遊戲暨動漫相關商品銷售平台Getchu屋上，本作的初回限定版发行首月销量位于第12位，豪华限定版则位于20位。它在Getchu屋亦被票選為2021年12月第8佳的美少女遊戲。

## 外部連結
- 官方网站 （日語）
- 任天堂Switch官網（日語）
- 《LUNARiA -Virtualized Moonchild-》在視覺小說數據庫的頁面 （英文）